# Монтролл, Джон
Джон Монтролл (англ. John Montroll) — американский дизайнер моделей оригами и автор многочисленных книг, широко известный среди любителей складывания из бумаги по всему миру.

## Биография
Джон Монтролл родился в Вашингтоне
Монтролл освоил свою первую книгу по оригами, «How to make Origami» Исао Хонды, когда ему было шесть лет, тогда же он начал создавать свои собственные фигурки животных. Он стал членом Origami Center of America в возрасте двенадцати лет, а в четырнадцать первый раз побывал на конференции, посвящённой оригами. 

## Публикации
- Origami for the Enthusiast; Dover Publications, 1980
- Animal Origami for the Enthusiast; Dover Publications, 1985
- Origami American Style; Zenagraf, 1990
- Origami Sculptures (with Andrew Montroll); Antroll Pub. Co., 1990
- Origami Sea Life (with Robert J. Lang); Dover Publications, 1990
- Prehistoric Origami; Dover Publications, 1990
- African Animals in Origami; Dover Publications, 1991
- Easy Origami; Dover Publications, 1992
- Origami Inside-Out; Dover Publications, 1993
- Birds in Origami; Dover Publications, 1995
- North American Animals in Origami; Dover Publications, 1995
- Favorite Animals in Origami; Dover Publications, 1996
- Mythological Creatures and the Chinese Zodiac in Origami; Dover Publications, 1996
- Teach Yourself Origami; Dover Publications, 1998
- Bringing Origami to Life; Dover Publications, 1999
- Dollar Bill Animals in Origami; Dover Publications, 2000
- Bugs and Birds in Origami; Dover Publications, 2001
- A Plethora of Origami Polyhedra; Dover Publications, 2002
- Dollar Bill Origami; Dover Publications, 2003
- A Constellation of Origami Polyhedra; Dover Publications, 2004
- Origami: Birds And Insects; Dover Publications, 2004
- Origami: Wild Animals; Dover Publications, 2004
- Easy Christmas Origami; Dover Publications, 2006
- Christmas Origami; Dover Publications, 2006